# Osowo (rejon nowogródzki)
Osowo (Ossowy, biał. Асовыя, Asowyja; ros. Осовые, Osowyje) – chutor na Białorusi, w obwodzie grodzieńskim, w rejonie nowogródzkim, w possowiecie Lubcz. 
Składa się z osady Osowo i kolonii Komarowszczyzna. W latach 30. XX w. było 8 domów w osadzie i 2 na kolonii. Osowo zamieszkiwały wspólnie rodziny polskie i białoruskie – Mozolewscy, Sazanowicz, Żamojda, Welonda/Wielonda.
W okresie międzywojennym zaścianek Osowo należał do gminy Lubcz w powiecie nowogródzkim województwa nowogródzkiego II Rzeczypospolitej.